# Limeum
Limeum je jediný rod čeledi Limeaceae vyšších dvouděložných rostlin z řádu hvozdíkotvaré (Caryophyllales). Jsou to byliny a polokeře, často sukulentní, rostoucí v Africe a jižní Asii.

## Charakteristika
Zástupci rodu Limeum jsou byliny a polokeře se střídavými nebo vstřícnými jednoduchými, často sukulentními listy bez palistů. Listy mohou být také ve svazečcích. Květy jsou oboupohlavné, bílé nebo zelenavé, ve vrcholových nebo úžlabních vrcholičnatých květenstvích, nejčastěji připomínajících okolík. Okvětí je nerozlišené, často nepravidelné, z 5 volných lístků. Tyčinek je 5 až 7. Semeník je svrchní, srostlý ze 2 plodolistů a se 2 komůrkami. Čnělka je jediná, se 2 bliznami. V každém plodolistu je jediné vajíčko. Plodem je poltivý plod (schizokarp), rozpadající se na 2 nepukavé jednosemenné díly.

## Rozšíření
Rod Limeum zahrnuje 21 druhů. Je rozšířen v subsaharské Africe a v Asii od Arábie po Indii. Nejvíce druhů se vyskytuje v jižní Africe.

## Taxonomie
Čeleď Limeaceae byla publikována v roce 2005. Rod Limeum byl původně řazen do čeledi Molluginaceae, která se však ukázala parafyletickou.
Některé zdroje uvádějí v čeledi Limeaceae ještě rod Macarthuria. Ten zahrnuje asi 10 druhů a je rozšířen v Austrálii. Na oficiálním webu Angiosperm Phylogeny Group je však uvedený jediný rod, Limeum.